# Tom Kenny
Thomas James (Tom) Kenny (East Syracuse (New York), 13 juli 1962) is een Amerikaans stand-upcomedian en stemacteur en is vooral bekend door de tekenfilmserie SpongeBob SquarePants. Hiervoor sprak hij in de Amerikaanse versie vooral de stemmen in van: SpongeBob SquarePants, Gary The Snail (in het Nederlandse bekend als Gerrit de Slak), de Franse Verteller en Patchy the Pirate (zelfgespeeld in live-action). 
Ook heeft hij stemmen ingesproken in de film Transformers: Revenge of the Fallen, die van Wheelie, een speelgoed Monster truck en Skids, een 2007 Chevrolet Beat.
Voor de Netflix animatiefilm Pinocchio van Guillermo del Toro uit 2022 sprak Kenny de stem in van Benito Mussolini, zijn rechterhand  en de zeekapitein.
Begin jaren 80 was hij rockzanger.

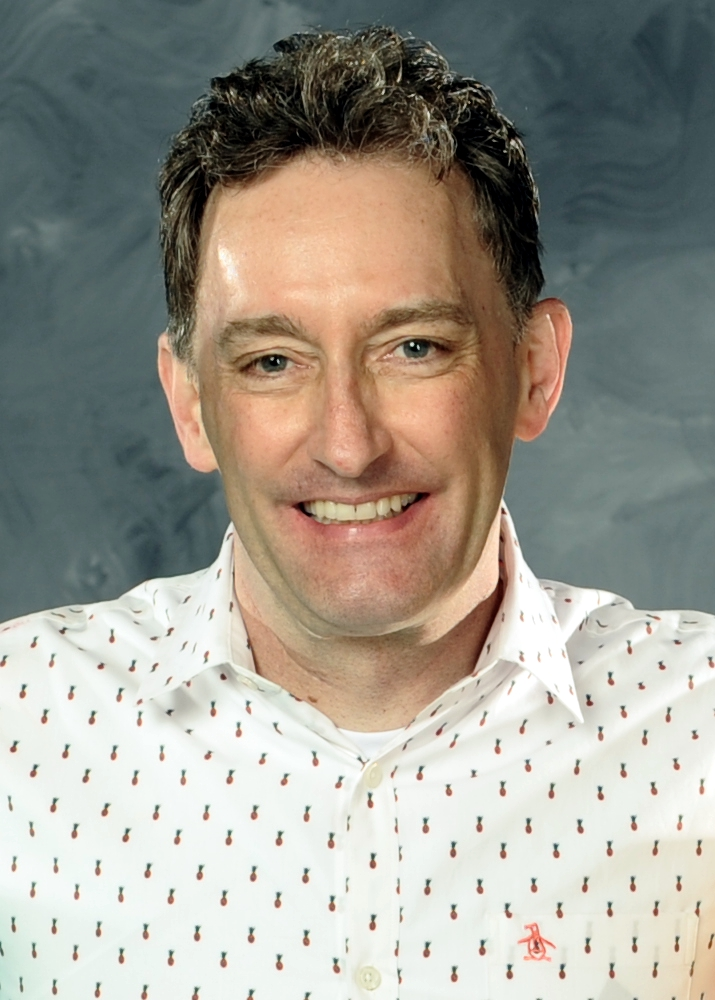
Tom Kenny tijdens Florida SuperCon 2015
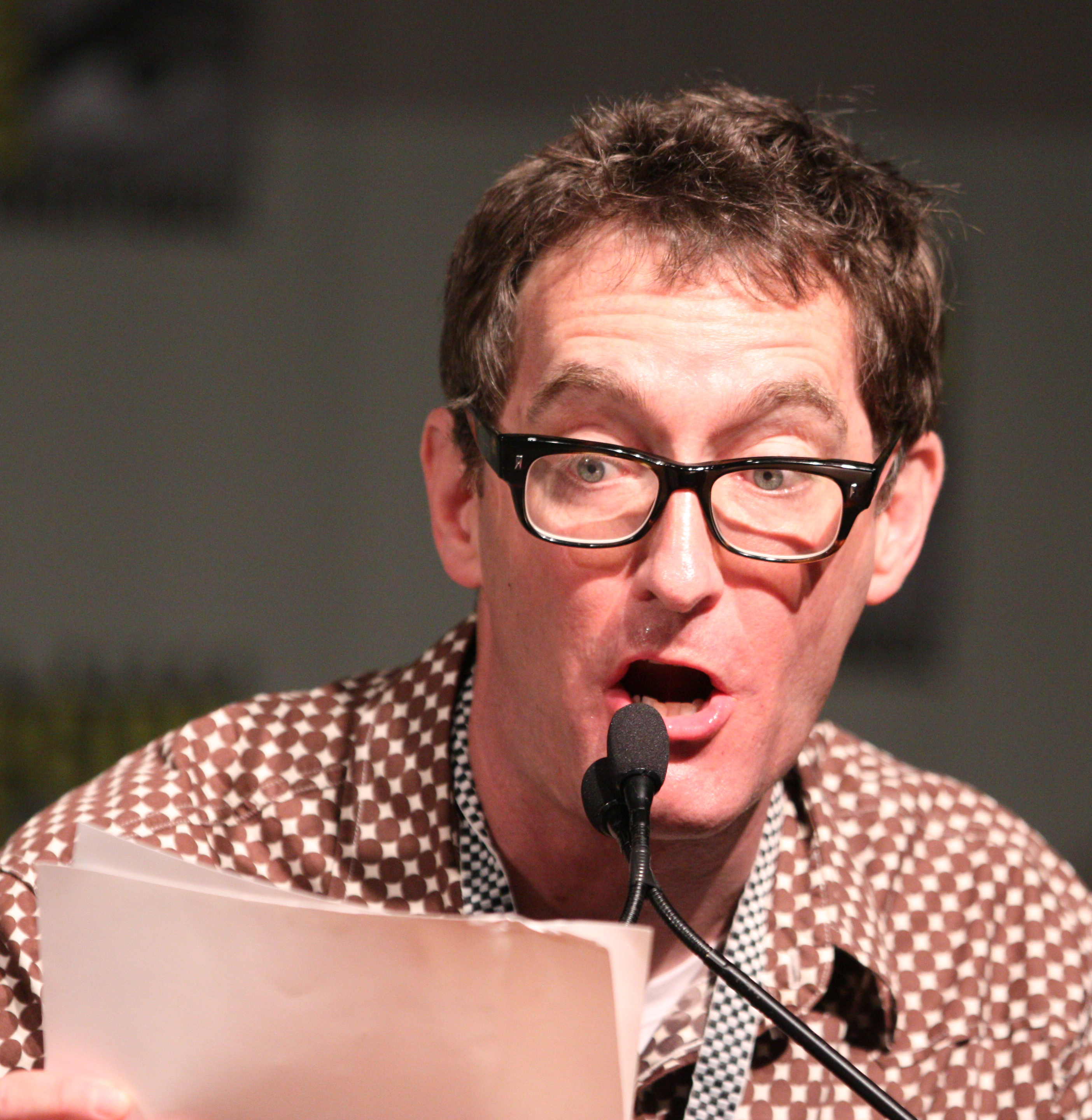
Tom Kenny in 2010

- Bibliothèque nationale de France: cb14575092q (data)
- Gemeinsame Normdatei: 1167985702
- International Standard Name Identifier: 0000 0000 8354 5380
- Library of Congress Control Number: no2016126905
- MusicBrainz: 4deae17b-064b-4ab1-aee4-f1f99bf9ef26
- Nationale Bibliotheek van Israël: 987012160264505171
- SNAC: w6jq4brj
- Système universitaire de documentation: 087931761
- Virtual International Authority File: 7632482